# Gare de Saint-Jean-de-Thouars
La gare de Saint-Jean-de-Thouars est une gare ferroviaire française, fermée, de la ligne de Chartres à Bordeaux-Saint-Jean, située au village de La Gare de Saint-Jean au sud-ouest du territoire de la commune de Saint-Jean-de-Thouars dans le département des Deux-Sèvres, en région Nouvelle-Aquitaine.

## Situation ferroviaire
Établie à 100 mètres d'altitude, la gare de Saint-Jean-de-Thouars est située au point kilométrique (PK) 331,046 de la ligne de Chartres à Bordeaux-Saint-Jean, entre les gares de Thouars et de Saint-Varent. Elle est située sur une section non desservie par les trains de voyageurs, entre les gares ouvertes à ce service de Thouars et de Niort.

## Histoire
La création d'une station à ou près Saint-Jean-de-Thouars figure dans le projet définitif du tracé de la ligne de Niort à Montreuil-Bellay. La gare de Saint-Jean-de-Thouars est mise en service le 16 octobre 1882 par l'Administration des chemins de fer de l'État, lorsqu'elle ouvre à l'exploitation sa ligne de Niort à Montreuil-Bellay.
En 1885, les installations de la gare sont complétées avec la construction d'un quai de chargement.
À partir de 1939, la ligne n'a plus que des circulations locales, la jeune Société nationale des chemins de fer français (SNCF) préférant faire circuler les trains grandes lignes sur le parcours électrifié de l'ex Compagnie du chemin de fer de Paris à Orléans (PO). En 1940, la gare est desservie par des trains omnibus et des autorails. La deuxième voie est déposée progressivement à partir de 1945. Sur la section Thouars Niort, le service ferroviaire voyageurs est fermé lors de la mise en place d'un transfert sur la route à la mise en place des horaires de l'hiver 1980. Depuis, seul des trains de fret circulent sur la ligne.

## Patrimoine ferroviaire
Le bâtiment voyageurs d'origine est présent sur le site de la gare.